# Unschuldig – Mr. Bates gegen die Post
Unschuldig – Mr. Bates gegen die Post (Mr Bates vs The Post Office) ist eine britische Miniserie, die von Gwyneth Hughes geschrieben und von James Strong inszeniert wurde. Sie behandelt den Royal-Mail-Horizon-Skandal, bei dem die britische Postagentur fälschlicherweise gegen tausende Postfilialenleiter vorging und infolgedessen der ehemalige Postfilialleiter Alan Bates diese verklagte. Diese Titelrolle wird verkörpert von Toby Jones.
Die Serie wurde im Vereinigten Königreich ab Neujahr 2024 bei iTV ausgestrahlt. Dadurch erlangte der Skandal eine breite Aufmerksamkeit, die dazu führte, dass die britische Regierung zusagte, die betroffenen Mitarbeiter zu entschädigen. In Deutschland erschien die Serie am 20. März 2025 in der Arte-Mediathek und wurde am 27. März bei Arte ausgestrahlt.

## Handlung

### Episode 1
Die britische Postagentur Post Office Limited, die landesweit die Postfilialen verwaltet, hat in diesen ab 1999 die Software Horizon von Fujitsu zur Digitalisierung der Buchführung eingerichtet, die aber von Anfang an durch Softwarefehler fälschliche Geldverluste berechnet. Laut Vertrag sind Postfilialleiter (subpostmasters/-mistresses) für Geldverluste persönlich verantwortlich und müssen sie selbst wieder erstatten; das POL beschuldigt sie zusätzlich der Geldunterschlagung. Bei Beschwerden behaupten Horizon und das POL gegenüber jeder Person, sie sei die einzige, die ein Problem melde.
Alan Bates beharrt von Anfang an darauf, dass der Fehler bei Horizon liegt, und weigert sich, zu zahlen oder Berichte zu unterschreiben, sodass sein Postamt geschlossen wird. Er behält aber seine Aufzeichnungen, schreibt an die Regierung und richtet eine Website zu dem Thema ein. Als Jo Hamilton die Hotline um Hilfe bittet, führen deren Instruktionen nicht zu einem Ausgleich, sondern verdoppeln die Verluste, sodass sie eine erneute Hypothek aufnehmen muss. Das Postamt lässt die Klage wegen Diebstahl fallen, wenn sie sich der falschen Buchführung schuldig bekennt. Weil ihre Nachbarn als Leumundszeugen auftreten, wird sie nur zu Sozialstunden statt Gefängnis verurteilt. Noel Thomas kam wegen falscher Buchführung ins Gefängnis.
Lee Castleton telefoniert mit anderen Postfilialleitern, ob auch bei ihnen ein Programmfehler aufgetreten ist. Er wird vom POL auf das angeblich fehlende Geld verklagt und versucht sich vor Gericht selbst zu vertreten. Der Beweis eines Programmfehlers in einem anderen Postamt reicht aber nicht für seinen Fall und er ist gezwungen zu zahlen. Lee kontaktiert die Zeitschrift Computer Weekly, an die auch Alan schon geschrieben hatte. Die Journalistin Rebecca Thomson veröffentlicht einen Artikel über sechs Postfilialleiter, darunter Alan, Jo und Noel. Alan und seine Partnerin Suzanne Sercrombe senden Einladungen an Postfilialleiter für ein Treffen in Fenny Compton, das 2009 stattfindet. Im Gegensatz zur Aussage der POL, sie seien die einzigen mit dem Problem, versichert Alan in seiner ersten Rede: „Ihr seid nicht mehr allein.“

### Episode 2
Nach dem Treffen der Justice for Subpostmasters Alliance beschließt Sam Kaur, ihr Schuldanerkenntnis zurückzuziehen. Dadurch zieht sich ihr Fall über Jahre in die Länge, in denen sich die Klagen des POL gegen sie, das fehlende Geld und ihre Angst anhäufen, sodass sie irgendwann einen Selbstmordversuch begeht. Nach drei Jahren wird Sam freigesprochen, weil ihr Computersystem nicht untersucht werden kann, da das POL den Speicher gelöscht hat. Jo kontaktiert ihren Abgeordneten James Arbuthnot, der mit ihr ans Fernsehen geht. Paula Vennells, CEO von POL, und Angela van den Bogerd, Leiterin der Netzwerkdienste für POL, beharren intern darauf, einzelne Fälle seien Ergebnis weniger kleinerer Fehler, keines systematischen Versagens, aber bieten an, bei einer unabhängigen Untersuchung zu kooperieren. Mit dieser wird Bob Rutherford, ein forensic accountant (ein Finanzsachverständiger zur Aufklärung von Straftaten), beauftragt. Bob überprüft zunächst zwölf Fälle, die zu Strafverfolgung geführt haben, und spricht mit Jo und Lee.
Derweil kommt zu den Treffen Michael Rudkin, der für die Postarbeitergewerkschaft gearbeitet hat, und erzählt seine Geschichte: Seine Frau wurde überprüft und der falschen Buchführung verurteilt, kurz nachdem er Fujitsu wegen eines Fehlers mit Horizon besucht hatte. Ein Mitarbeiter hätte ihm dort gezeigt, dass er auf die Geschäftskonten der Postfilialleiter zugreifen und sie bearbeiten könne, obwohl Horizon und das POL versicherten, dass nur die Postfilialleiter Zugang hätten. Bei Fujitsu gibt es aber keinen Eintrag dieses Besuchs, ohne den Bob den Fall nicht in seinem Bericht aufführen kann. Stattdessen nennt dieser dort nur drei Fälle. Michael bringt Bob aber dazu, in der Ermittlung mehr als die zwölf Fälle, die er vom POL selbst erhalten hat, anzuschauen, und bei einem Treffen zwischen Paula und Alan kann der ihr von vielen anderen Menschen erzählen, deren Leben ruiniert wurden. Michael findet schließlich eine E-Mail, die seinen Besuch bestätigt, und kann so in den Bericht aufgenommen werden. Paula ist wegen des Berichts besorgt, obwohl der kein systematisches Problem nachweisen kann, und will mit Alan das weitere Vorgehen besprechen. In Jos Fall hat Bob einen Bericht des POL gefunden, der besagt, es gebe keinen Beweis für Diebstahl, was bedeutet, dass man sie nicht hätte vor Gericht bringen dürfen.

### Episode 3

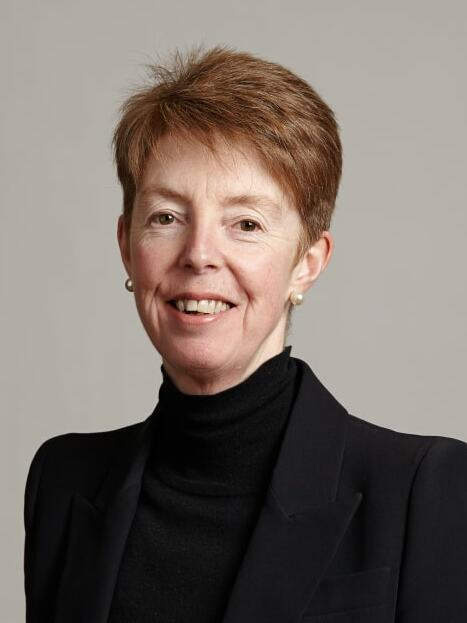
Paula Vennells (2016)

Paula und Alan verhandeln ein Mediationsverfahren, bei dem für jeden Fall neue Ermittlungen gestartet werden können, aber die anderen Postfilialleiter trauen dem POL nicht und Bob wird der Zugang zu Akten erschwert. Zusätzlich zu den Ermittlungen wegen fehlenden Geldes wird Martin Griffiths vom POL nach einem Raubüberfall auf seine Postfiliale dafür belangt, diesen zugelassen zu haben. Er verfällt in Depressionen, duscht nicht mehr und tritt eines Tages vor einen Bus. Angela versichert seiner Frau Gina, sein Fall werde priorisiert, und Gina solle nur über Alan kontaktiert werden. Obwohl kein einziger Fall zu Ende gebracht wird, versichert Paula, das POL würde sie nicht in die Länge ziehen; auch heißt es nun, entgegen erster Versprechen, das Verfahren könne erfolgte Verurteilungen nicht aufheben. Bei einer Anhörung verweigern Paula und Angela klare Antworten und Verantwortung. Dann zieht sich noch Gina aus dem Verfahren zurück, weil das POL ihr hinter Alans Rücken Geld für einen Deal angeboten hat.
Nach 18 Monaten schließlich beschließt das POL, das Verfahren zu vereinfachen, indem es in eine interne Ermittlung verlagert wird, wodurch Alan und Bob den Zugang zu Akten verlieren. Die Postfilialleiter können aber selbst Einsicht in ihre Akten erhalten; nur sind diese extrem geschwärzt und enthalten nicht alle Berichte. Als Jo und James Arbuthnot im Radio sprechen, hört dies der Vertragsanwalt James Hartley und kontaktiert Alan. Er sagt, wenn der Vertrag, der sie zur Zahlung verpflichtet, von den Postfilialleitern nicht vollständig verstanden wurde oder nicht vollständig vorlag, sei er möglicherweise nicht bindend. Er brauche 500 Unterschriften, um den Fall vor Gericht zu bringen. Die kleinere Zahl, die Alan bislang vorliegt, wird von dem POL benutzt, um zu behaupten, mehr Nutzer hätten keine Probleme und das Problem sei daher nicht systematisch. Alan wird zudem noch von einem anonymen Whistleblower von Fujitsu angerufen, der behauptet, es habe von dort Fern-Zugriff gegeben und das System sei fehlerhaft.

### Episode 4
Als Alan 555 Postfilialleiter zusammen hat, um mit dem Fall Bates & Others vs Post Office Ltd vor Gericht zu gehen, ist es acht Jahre nach dem ersten Treffen. Er macht ihnen aber klar, dass dadurch falsche Verurteilungen nicht aufgehoben werden können. Sie kämpfen weniger für Entschädigungen oder Gerechtigkeit als für die Wahrheit. Noch vor Beginn des Verfahrens stirbt Jos Mutter an Bauchspeicheldrüsenkrebs, aber Jo besucht den Prozess, der 2019 stattfindet, bei dem sie selbst wegen ihrer Verurteilung nicht als Zeugin auftreten darf, jeden Tag. Alan selbst ist der erste Zeuge und auch der Whistleblower traut sich schließlich zu sprechen, hat aber keine Beweise neben seiner Erinnerung. Auf eine E-Mail von Paula mit der Frage, ob Fujitsu Fern-Zugriff hatte, gibt Angela dies eher versehentlich zu. Paula selbst tritt nicht als Zeugin auf und wird derweil von der Königin zur Dame erhoben.
Nachdem der Richter öffentlich befindet, Angela sei wenig entgegenkommend, Alan dafür ehrlich und hartnäckig, will das POL ihn für befangen erklären lassen. Laut Hartley zeige das Verzweiflung und eröffnet die Möglichkeit für einen Vergleich. Damit ist Alan zwar nicht zufrieden, es sei aber die einzige Option und laut seinen Anwälten dennoch ein großer Sieg. Die Gruppe erhält zur Entschädigung abzüglich Gerichtskosten insgesamt 12 Millionen Pfund, was für jeden einzelnen nur 20.000 macht, weniger als viele verloren haben. Alan aber erklärt, dass dieses Urteil helfen könne, Berufung einzulegen. So werden für Jo, Noel und 40 weiteren ihre Verurteilungen als „Affront gegen die Gerechtigkeit“ aufgehoben; James Arbuthnot nennt die gesamte Sache „den größten Justizirrtum in Englands Rechtsgeschichte.“ Für Alan ist es aber noch nicht vorbei, denn er kämpft weiter, dass jeder sein Geld wiederbekommen und die Regierung die Gerichtskosten zahlen soll, da diese ja die einzige Besitzerin des staatlichen POL ist.

## Besetzung und Synchronisation
Die deutschsprachige Synchronisation entstand nach Dialogbüchern der Dialogregie von Jürgen Wilhelm durch die Interopa Film.
| Rolle                           | Beschreibung                    | Darsteller                      | Folgen                          | Synchronsprecher                |
| Postfilialleiter und Angehörige | Postfilialleiter und Angehörige | Postfilialleiter und Angehörige | Postfilialleiter und Angehörige | Postfilialleiter und Angehörige |
| ------------------------------- | ------------------------------- | ------------------------------- | ------------------------------- | ------------------------------- |
| Alan Bates                      | Postfilialleiter                | Toby Jones                      | 1–4                             | Lutz Schnell                    |
| Jo Hamilton                     | Postfilialleiter                | Monica Dolan                    | 1–4                             | Silvia Mißbach                  |
| Lee Castleton                   | Postfilialleiter                | Will Mellor                     | 1–4                             | Thomas Schmuckert               |
| Noel Thomas                     | Postfilialleiter                | Ifan Huw Dafydd                 | 1–4                             | Axel Lutter                     |
| Saman Kaur                      | Postfilialleiter                | Krupa Pattani                   | 2–4                             | Julia Kaufmann                  |
| Pam Stubbs                      | Postfilialleiter                | Lesley Nicol                    | 3–4                             | Harriet Kracht                  |
| Martin Griffiths                | Postfilialleiter                | Colin Tierney                   | 3                               | Viktor Neumann                  |
| Mohammad Sabir                  | Postfilialleiter                | Asif Khan                       | 4                               | Sanjay Shihora                  |
| Suzanne Sercombe                | Alans Partnerin                 | Julie Hesmondhalgh              | 1–4                             | Andrea Aust                     |
| Min Howard                      | Jos Mutter                      | Susan Brown                     | 1–4                             | Isabella Grothe                 |
| David Hamilton                  | Jos Mann                        | Conor Mullen                    | 1–4                             |                                 |
| Lisa Castleton                  | Lees Frau                       | Amy Nuttall                     | 1–4                             | Marion Musiol                   |
| Jas Singh                       | Sams Mann                       | Amit Shah                       | 2–4                             | Asad Schwarz-Msesilamba         |
| Gina Griffiths                  | Martins Frau                    | Clare Calbraith                 | 3                               | Anna Grisebach-Fischer          |
| Andere Figuren                  |                                 |                                 |                                 |                                 |
| Rebecca Thomson                 | Reporterin                      | Matilda Bailes                  | 1                               | Jamie Lee Blank                 |
| Michael Rudkin                  | ehemaliger Gewerkschaftler      | Shaun Dooley                    | 2–4                             | Sven Brieger                    |
| James Arbuthnot                 | Jos Member of Parliament        | Alex Jennings                   | 2–4                             | Frank Röth                      |
| Paula Vennells                  | CEO von Post Office Ltd         | Lia Williams                    | 2–4                             | Silke Matthias                  |
| Angela van Den Bogerd           | Netzwerk-Leiterin von POL       | Katherine Kelly                 | 2–4                             | Yvonne Greitzke                 |
| Bob Rutherford                  | Bilanzfälschungsuntersucher     | Ian Hart                        | 2–4                             | Dirk Müller                     |
| Kay Linnell                     | Bilanzfälschungsuntersucher     | Isobel Middleton                | 2–4                             | Susanne von Medvey              |
| James Hartley                   | Anwalt für Vertragsrecht        | John Hollingworth               | 3–4                             | Dirk Bublies                    |
| Richard Roll                    | Whistleblower von Fujitsu       | Mark Arends                     | 4                               | Jonas Lauenstein                |
| Patrick Green                   | Kronanwälte                     | Adam James                      | 4                               | Sascha Rotermund                |
| Stuart Wentworth                | Kronanwälte                     | Andrew Havill                   | 4                               | Marcus Off                      |
| Peter Fraser                    | Richter im Court of Appeal      | Pip Torrens                     | 4                               | Oliver Siebeck                  |

## Hintergrund

### Produktion
Die Idee zu der Serie entstand 2020, als jemand aus dem Produktionsunternehmen Little Gem einen Artikel über den Fall in der Sunday Times las. Sie wurde von Drehbuchautorin Gwyneth Hughes geschrieben und von Regisseur James Strong inszeniert, die für ITV zuvor zusammen die Romanverfilmung Jahrmarkt der Eitelkeiten von 2018 kreiert hatten. Sie gehen damit einen der größten Justizirrtümer Großbritanniens an, dessen Aufarbeitung weiterhin im Gange ist. Über Jahre wurden tausende Postfilialleiter fälschlicherweise Strafverfolgung ausgesetzt. Zuletzt gab es 2021 eine Entscheidung zugunsten der Aufhebung von Verurteilungen, die Mühen um Entschädigungen und Ermittlungen gehen allerdings weiter. Der Fall wurde von 2009 an durch die Computer Weekly und von 2011 an von Nick Wallis journalistisch verfolgt, der 2021 ein Buch dazu veröffentlichte. Wallis wurde für die Serie als Berater engagiert.
Die Titelrolle des Postfilialleiters Alan Bates, der um zwei Dekaden den Kampf um Gerechtigkeit anführte, wird von Toby Jones gespielt; weitere Hauptrollen wurden etwa mit Julie Hesmondhalgh als Bates’ Partnerin und Monica Dolan als die Postfilialleiterin Jo Hamilton besetzt, die eine weitere zentrale Rolle für die Kampagne einnahm. Dreharbeiten begannen im Mai 2023 und fanden unter anderem im Juli im walisischen Ort Llandudno statt, wo Alan Bates gearbeitet hatte. Als Budgetprobleme die Fertigstellung der Produktion bedrohten, stimmten alle Beteiligten inklusive der Besetzung einer Lohnkürzung von 20 bis 30 Prozent zu. Die Macher der Serie und Schauspieler konnten sich zur Vorbereitung neben anderen mit den realen Alan Bates und Jo Hamilton austauschen; Paula Vennells, CEO des Post Office Ltd, wiederum kooperierte nicht mit ITV, sodass ihr gesamter Dialog auf E-Mails und Protokollen basiert.

### Ausstrahlung
Die Serie sollte ursprünglich im Mai 2024 ausgestrahlt werden, aber Hughes drängte auf einen früheren Termin, damit nicht weiter laufende Ermittlungen neuere Ergebnisse hervorbrächten. Sie wurde bei ITV drei Nächte hintereinander ab dem 1. Januar 2024 ausgestrahlt und auf ITVX – dem Streamingdienst des Senders – veröffentlicht, wo sie in zwei Wochen 16,6 Millionen Abrufe erreichte. Direkt auf die letzte Episode folgte die Dokumentation Mr Bates vs the Post Office: The Real Story, in der Alan Bates zu Wort kommt. Die Ausstrahlung erreichte im Durchschnitt 13,1 Millionen Zuschauer pro Folge. In den Vereinigten Staaten wurde die Serie im April in der Reihe Masterpieces des Senders PBS gezeigt. Obwohl sie bis April 2024 die in Großbritannien am meisten gesehene Serie war, meldete ITV etwa eine Million Pfund Verlust, weil sie nicht ansprechend genug für internationale Zuschauer sei.

## Rezeption

### Kritiken
Die Serie hält auf Rotten Tomatoes eine Kritikerwertung von 95 % anhand 20 Kritiken. Sie erhielt etwa von der Times, dem Daily Telegraph und dem Guardian vier von fünf Sternen. Für letzteren schrieb Rebecca Nicholson, dass das Drama so erschütternd wie eine Black-Mirror-Episode beginne, aber mit dem langsamen Marsch hin zur Entlastung der Opfer einfacher anzuschauen werde. „Dies ist eine David-gegen-Goliath-Geschichte, aber dieser Goliath ist ein vielköpfiges Biest, das sich aus einem Gewirr alter institutioneller Macht und moderner Unternehmenspraktiken erhebt. […] Die Tatsache, dass die Opfer es geschafft haben, sich gegen all das zu stellen, ist bemerkenswert und kraftvoll, und hier ist ihr Sieg so mitreißend, wie er sein soll.“ Dazu lobt sie besonders den Einsatz des herausragenden Schauspielensembles. Toby Jones und Monica Dolan seien die perfekte Wahl, um in den menschlichen Preis dieses entsetzlichen Unternehmensbetrugs einzuführen. „Der Skandal war so langanhaltend, dass es sich anfühlen kann, als sei die überwältigende Ungerechtigkeit im Herzen des Ganzen im dichten Wald der Details verlorengegangen. Das Drama macht es wieder menschlich und vereinfacht den Fall, sich zu empören, dass dies so vielen unschuldigen Menschen angetan wurde.“

### Auszeichnungen
- British Academy Television Award 2025:
  - Auszeichnung als Beste Miniserie
  - Nominierung von Monica Dolan als Beste Hauptdarstellerin
  - Nominierung von Toby Jones als Bester Hauptdarsteller
  - Nominierung von Gwyneth Hughes für das Beste Drehbuch (Drama)
  - Nominierung von Mike Jones für den Besten Schnitt (Fiktion)
  - Nominierung von Jill Trevellick für das Beste Casting
- Broadcasting Press Guild Awards 2024: Auszeichnung mit dem Jurypreis der Sparte Fernsehen
- Critics’ Choice Television Awards 2025: Nominierung als Beste Miniserie
- Edinburgh Television Festival Awards 2024:
  - Auszeichnung als Beste Dramaserie
  - Auszeichnung von Monica Dolan als Beste/r Drama-Schauspieler/in
- National Television Awards 2024:
  - Auszeichnung als Neue Dramaserie
  - Auszeichnung von Toby Jones für die Beste Drama-Performance
  - Auszeichnung mit dem Impact Award
- Rose d’Or 2024: Nominierung als Beste Dramaserie
- Royal Television Society Awards 2024: Auszeichnung mit dem Jurypreis
- TV Choice Awards 2025:
  - Auszeichnung als Beste neue Dramaserie
  - Auszeichnung von Toby Jones für die Beste Drama-Performance
- Venice TV Awards 2024: Auszeichnung als Beste Serie

### Auswirkungen
Die Serie löste bei dem Publikum in den Sozialen Medien ausgedrückte Wut aus. Eine Petition, dass Paula Vennells die Ehrung mit dem Order of the British Empire entzogen werden solle, erhielt mehr als 1,2 Millionen Unterschriften. Vennells erklärte in einem Statement am 9. Januar 2024, dass sie die Ehrung unverzüglich abgeben wolle; sie kann aber nur vom König entzogen werden, was Charles III. am 23. Februar tat. Alan Bates, der zuvor die Ehrung verweigert hatte, solange Vennells ein Ordensmitglied war, wurde im Juni 2024 in den Ritterstand erhoben.
Premierminister Rishi Sunak kündigte am 10. Januar 2024 ein neues Gesetz an, mit dem fälschlich verurteilte Postfilialleiter freigesprochen und entschädigt werden sollen. Das Gesetz wurde im März im Parlament eingebracht und erhielt im Mai den Royal Assent. Es erweitert die Entschädigungsverfahren auch auf solche, die nicht verurteilt wurden oder an Klagen gegen das Post Office Ltd beteiligt waren. Das Post Office betreibt derzeit vier Entschädigungsprogramme; deren Leiter Simon Recaldin erklärte, dass die Serie zu einem deutlichen Anstieg an hunderten neuen Anspruchsforderungen geführt habe. Nach Einschätzungen werden am Ende insgesamt etwa 1,4 Milliarden Pfund gezahlt werden, um alle Forderungen bezüglich Horizon zu begleichen.